# Kabinett Scharon II
Das Kabinett Scharon II war die 30. Regierung des Staates Israel. Sie wurde am 28. Februar 2003 von Ariel Scharon (Likud) nach seinem Sieg bei der Wahl der Knesset am 28. Januar 2003 gebildet.
Der Regierung gehörten Mitglieder folgender Parteien an: Likud, Kadima, Awoda-Meimad (10. Januar bis 25. November 2005), Shinui (bis 4. Dezember 2004), Nationale Union (bis 6. Juni 2004) und Mafdal (bis 11. November 2004).
Nach der Erkrankung Scharons wurde er am 16. April 2006 für amtsunfähig erklärt. Sein Stellvertreter im Amt des Ministerpräsidenten übernahm interimistisch die Geschäfte. Die Regierung blieb bis zum 4. Mai 2006 im Amt.